# Конкурс молодых танцоров «Евровидение-2019»
Конкурс молодых танцоров «Евровидение-2019» — несостоявшийся конкурс. Должен был быть шестнадцатым конкурсом молодых танцоров «Евровидение».  
20 декабря 2018 года конкурс был отменен из-за отсутствия вещателя, готового принять у себя конкурс. На тот момент Мальта и Польша были единственными странами, которые подтвердили свое участие в конкурсе.

## Формат
Формат состоит из танцоров, которые являются непрофессионалами и в возрасте от 16 до 21 года, соревнуются в исполнении танцевальных упражнений по своему выбору, которые они должны подготовить перед соревнованиями. Все актеры участвуют в хореографическом групповом танце во время «Недели молодых танцоров».

### Жюри
Члены жюри с профессиональным аспектом, представляющие элементы балетного , современного и современного танцевальных стилей, оценивают каждую из конкурирующих индивидуальных и групповых танцевальных программ. После подсчета всех голосов жюри два участника, набравшие наибольшее количество баллов, переходят в финальный раунд. Финальный раунд состоит из 90-секундного «двойного», где каждый из финалистов выполняет 45-секундную процедуру произвольного танца. Победитель по окончании финальных танцев выбирается профессиональными членами жюри.

## Участники (на момент отмены конкурса)
- Польша[2]
- Мальта[3]

## Другие страны
Следующие страны участвовали в конкурсе 2017 года, но не сделали никаких официальных заявлений относительно участия в конкурсе 2019 года:
- Чехия

- Германия
- Норвегия
- Португалия
- Словения

- Швеция